# IC 4760
IC 4760 је лентикуларна галаксија у сазвјежђу Паун која се налази на листи објеката дубоког неба у Индекс каталогу.
Деклинација објекта је - 62° 57' 29" а ректасцензија 18h 45m 45,9s. Привидна величина (магнитуда) објекта IC 4760 износи 14,1 а фотографска магнитуда 15,1. IC 4760 је још познат и под ознакама ESO 103-61, DRCG 51-53, PGC 62369.